# Quei trentasei gradini
Quei trentasei gradini è una miniserie televisiva, sceneggiata da Ennio De Concini, diretta da Luigi Perelli, trasmessa da Rai Uno nel 1984-1985, protagonisti Ferruccio Amendola e Maria Fiore.

## Trama
La storia è ambientata in una palazzina dove si intrecciano le storie dei suoi inquilini: il portinaio Pietro (Ferruccio Amendola) segretamente innamorato di una matura ma ancora piacente donna separata (Maria Fiore), un seduttore truffatore, un avvocato francese che suona il mandolino di notte, e altri personaggi con le loro storie di tradimenti, fughe, nascite, morti, gioie e dolori.